# Daiki Konomura
Daiki Konomura (jap. 此村 大毅, Konomura Daiki; * 21. April 1990 in Niigata, Präfektur Niigata) ist ein ehemaliger japanischer Fußballspieler.

## Karriere
Daiki Konomura stand bis 2012 bei WU Nakhon Si United in Thailand unter Vertrag. Wo er vorher gespielt hat, ist unbekannt. 2013 wechselte er zum Drittligisten Kasem Bundit University FC. Der Klub aus der Hauptstadt Bangkok spielte in der dritten Liga, der damaligen Regional League Division 2, in der Region Bangkok. Mitte 2013 ging er zum Ligakonkurrenten Thai Honda FC, einem Verein, der ebenfalls in Bangkok beheimatet war. Die Hinserie 2014 spielte er wieder bei seinem ehemaligen Verein Kasem Bundit University FC. Die Rückserie spielte er in Samut Sakhon beim Drittligisten Samut Sakhon FC. Samut spielte in der Region Central/West. 2015 kehrte er zu Kasem Bundit zurück, wo er die Hinserie bestritt. Mitte 2015 schloss er sich dem ebenfalls in der dritten Liga spielenden Trang FC aus Trang an. Mit Trang spielte er in der Southern Region. Zur Rückserie 2016 schloss er sich dem Ligakonkurrenten Satun United FC an. 2017 wurde der Verein nach der Ligareform der Thai League 4 zugeteilt, wo er ebenfalls in der Southern Region spielte. Ende 2017 wurde er mit dem Klub Meister der Region. Anfang 2019 unterschrieb er einen Vertrat beim Angthong FC. Mit dem Angthonger Verein, der Ende 2018 aus der zweiten Liga abgestiegen war, spielte er in der dritten Liga, der Thai League 3, in der Lower Region. Über den Drittligisten Singha Golden Bells Kanchanaburi FC. aus Kanchanaburi wechselte er Anfang 2021 wieder in die zweite Liga. Hier schloss er sich dem Uthai Thani FC aus Uthai Thani an. Am Ende der Saison musste er mit Uthai Thani in die dritte Liga absteigen. Hier trat er mit dem Verein in der Norther Region an. Im Januar 2022 wechselte er in Southern Region, wo er einen Vertrag bis zum Saisonende beim Songkhla FC unterschrieb und dann seine aktive Karriere beendete.

## Erfolge
Satun United FC
- Thai League 4 – South: 2017